# Jimmy Jones (Pianist)

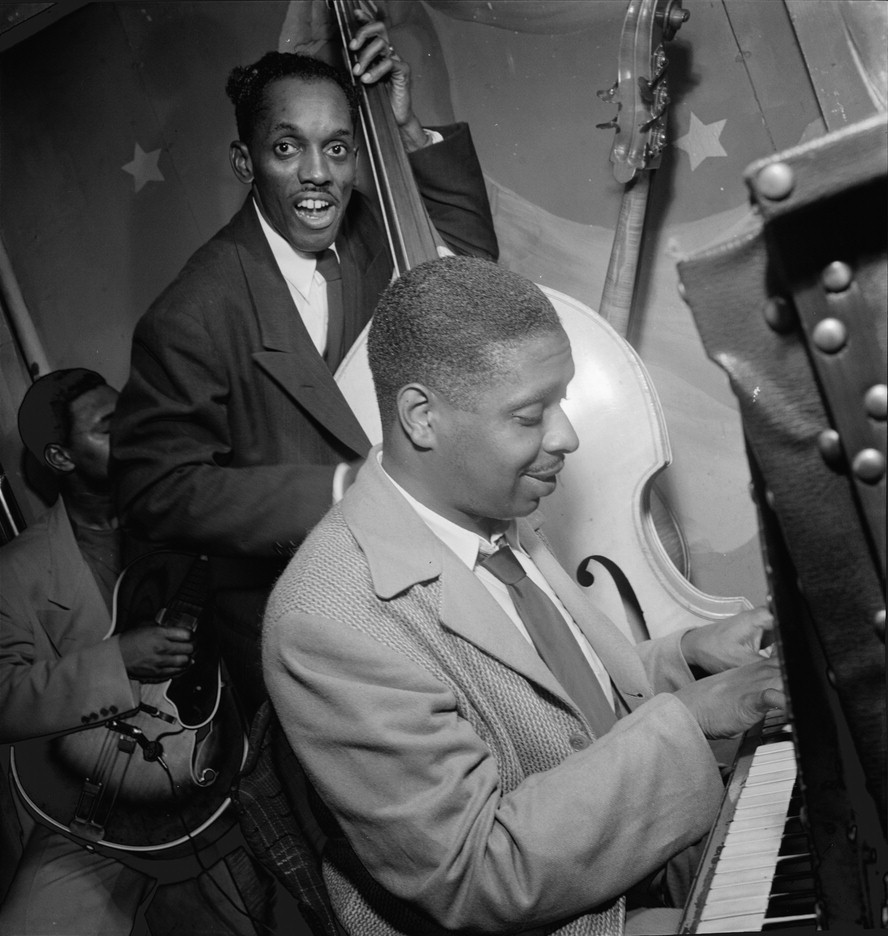
Jimmy Jones (vorn) und John Levy, 1947.
Fotografie von William P. Gottlieb.

Jimmy Jones (* 30. Dezember 1918 in Memphis, Tennessee als James Henry Jones; † 29. April 1982 in Burbank, Los Angeles) war ein US-amerikanischer Jazz-Pianist und Arrangeur des Swing und des Modern Jazz.

## Leben und Wirken

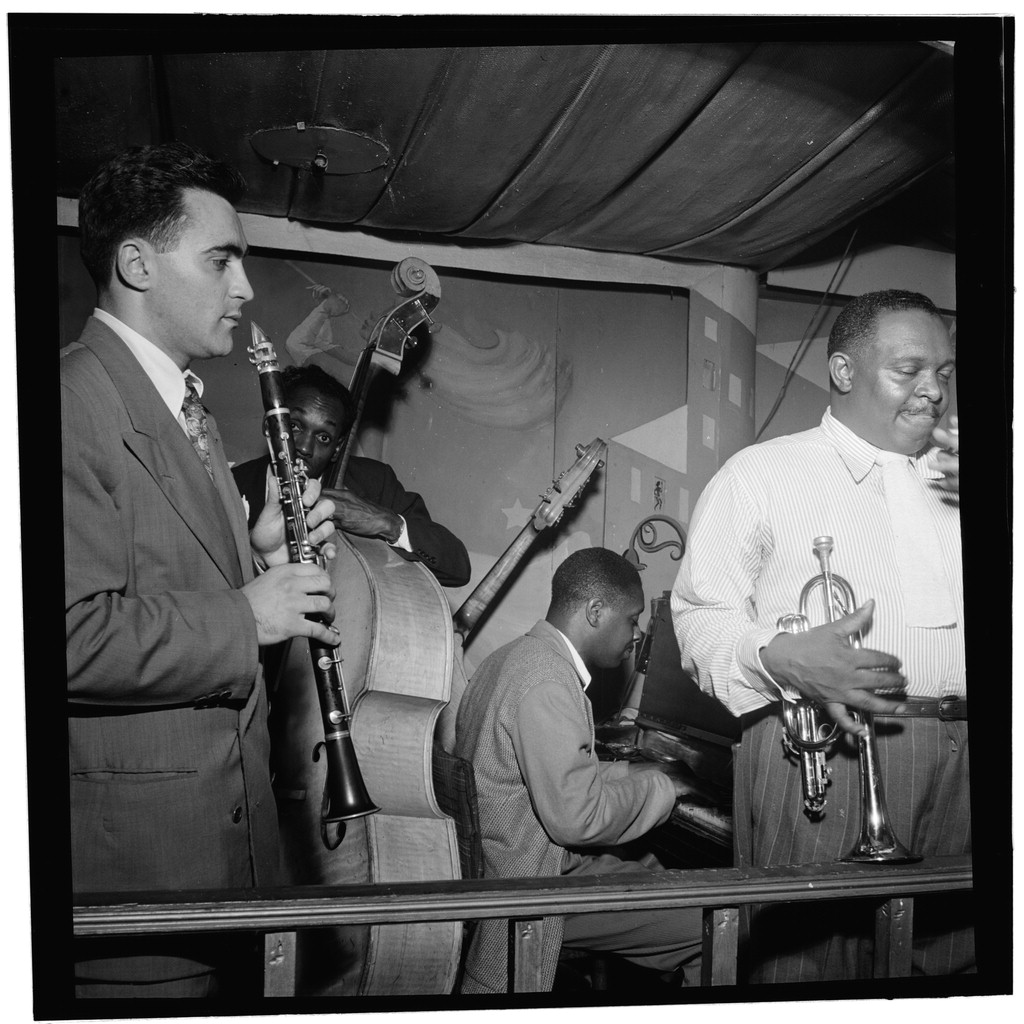
Sol Yaged, John Levy, Jimmy Jones, and Rex Stewart, Pied Piper, New York, ca. September 1946.
Fotografie von William P. Gottlieb.

Jimmy Jones spielte zunächst Gitarre und wechselte dann zum Klavier. Er arbeitete ab 1936 in verschiedenen Orchestern in Chicago und erregte Aufmerksamkeit im Trio von Stuff Smith, dem er von 1943 bis 1945 angehörte. Danach arbeitete er mit Don Byas, Dizzy Gillespie 1945, J. C. Heard 1945/47, Buck Clayton 1946 und Etta Jones. Unter dem Pseudonym Dusty Fletcher legte er 1947 die Single Open the Door, Rich (National) vor. Ab 1947 wurde er Begleitmusiker der Sängerin Sarah Vaughan. Er arbeitete bis 1952 bei ihr, nach längerer Krankheit dann wieder 1954 bis 1957. Im Jahr 1954 wirkte er auch an ihrem legendären Album mit Clifford Brown mit und begleitete sie auf ihrer Europatournee im Herbst desselben Jahres. In diese Zeit fällt auch seine Zusammenarbeit mit Brown, Helen Merrill und Gil Evans. 1959 begleitete er Anita O’Day bei ihrem Auftritt auf dem Newport Jazz Festival, 1959 auch Dakota Staton, Pat Suzuki und Morgana King.
Danach arbeitete Jimmy Jones meist als freischaffender Pianist und Arrangeur in New York. So arbeitete er in den 1960er Jahren mit Harry Belafonte, Billie Poole, Johnny Hodges, Budd Johnson, Nat Gonella und Clark Terry, mit dem er 1960 die Sängerin Chris Connor begleitete (Where Flamingoes Fly), leitete die Ellington-Band und fungierte als Ersatzpianist für Duke Ellington in dessen Orchester (zur Begleitung Ella Fitzgeralds bei ihrer Europatournee) und ging 1967 mit Jazz at the Philharmonic auf Tournee. In den 1970er Jahren wirkte er an dem Kenny-Burrell-Album Ellington Is Forever mit, auf dem er zwei Solopianostücke spielte. Außerdem war er Mitglied in Cannonball Adderleys letzter Band vor dessen Tode, mit dem 1974 das Album Pyramid entstand.
Im Laufe seiner Karriere hat Jimmy Jones außer den genannten als Pianist an Plattenaufnahmen von Harry Sweets Edison, Ben Webster, Big Joe Turner, Coleman Hawkins, Frank Wess, Milt Jackson, Sidney Bechet, Sonny Rollins, Sonny Stitt, Thad Jones und als Arrangeur bei Wes Montgomery, Nancy Wilson, Shirley Horn, Joe Williams, Billy Taylor und Chris Connor mitgewirkt. Mitte der fünfziger Jahre nahm er in Paris einige Trio-Aufnahmen auf, die sein Spiel exemplarisch dokumentieren. Jones war als Pianist, Arrangeur und Bandleader sehr gesucht, obwohl er auf vielen Platten, auf denen er mitwirkt, kaum, oder nur mit wenigen Noten zu hören ist. Wie Duke Ellington und Count Basie beherrschte er die große Kunst, mit dem Piano zu „dirigieren“, d. h., mit wenigen markanten Noten die Stimmung eines Stücks zu beeinflussen.

## Auswahldiskographie

### Als Leader
- "Jimmy Jones’  Big Eight": Rex Stewart And the Ellingtonias (Riverside, OJC, 1946) mit Harry Carney, Lawrence Brown, Otto Hardwick, Ted Nash, Billy Taylor, Shelly Manne
- "Jimmy Jones’  Big Four": Giants of Small Band Swing, Vol. 1 & 2 (Riverside, OJC, 1946) mit Budd Johnson, Al Hall, Denzil Best

### Mit Sarah Vaughan
- The Divine Sarah Vaughan: The Columbia Years 1949-1953 (Columbia)
- Sarah Vaughan with Clifford Brown (Verve, 1954)
- Swinging Easy (Verve, 1954–57)
- At Mr. Kelly's (Emarcy, 1957)

### Weitere Aufnahmen als Sideman
- Kenny Burrell: Ellington Is Forever Vol. 1 & 2 (Fantasy, 1975)
- Don Byas: 1945, Vol. 2 (Classics)
- Buck Clayton: The Classic Swing of Buck Clayton (OJC, 1946)
- Nat Gonella: Ellingtonia Moods And Blues (RCA, 1960)
- Coleman Hawkins: 1946-1947 (Classics)
- Johnny Hodges: Everybody Knows Johnny Hodges (Impulse!, 1964)
- Budd Johnson: Budd Johnson And The Four Brass Giants (OJC, 1960)
- Thad Jones: Mad Thad (Fresh Sound, 1956)
- Helen Merrill: With Clifford Brown & Gil Evans (Emarcy, 1954–56)
- King Pleasure: King Pleasure sings (OJC, 1952–1954)
- Stuff Smith: 1939-1944 (Classics)
- Clark Terry: Top And Bottom Brass (OJC, 1959)
- Ben Webster: 1944-1946 (Classics)